# Vuelta Ciclista del Uruguay 2000
La 57.ª edición de la Vuelta Ciclista del Uruguay, se disputó del 14 al 23 de abril del año 2000.
Se recorrieron casi 1782 km divididos en 10 etapas, con una subetapa contrarreloj de 40,2 km en la tercera.
Participaron 18 equipos de Uruguay y 3 extranjeros (uno de Italia y las selecciones de México y Cuba), totalizando 105 competidores.
El vencedor fue Javier Gómez, ciclista argentino que defendía al club Alas Rojas de Santa Lucía.

## Equipos y ciclistas participantes
| Cruz del Sur Uruguay | Selección de Cuba Cuba | Ceramiche Regazzetti Italia                                                                                                  |
| - 1. Federico Moreira - 2. Diego Fernández - 3. Richard Mascarañas - 4. Germán Sánchez - 5. Mario Sasso - 6. Mario Wynants               | - 11. Iosvany Falcón - 12. Yoel Mariño - 13. Pedro Pablo Pérez - 14. Luis Romero - 15. Iddis Albin Tavarez - 16. Eliecer Valdez         | - 21. Walter Acetti - 22. Paolo Canavesi - 23. Fabio Oddi - 24. Thomas Pedoja - 25. Stefano Pesavento - 26. Giacomo Vinoni   |
| Selección de México México | Arroyito de 33 Uruguay | Alas Rojas Uruguay |
| - 31. Christian Valenzuela - 32. Eduardo Uribe - 33. Armando Vigueras - 34. Irving Aguilar - 35. Luis Martínez - 36. Fernando Ávila      | - 41. Alberto Corradi - 42. Eugenio Miraballes - 43. Juan Andrés Ramírez - 44. Wilder Miraballes                                        | - 51. Alejandro Acton - 52. José Asconeguy - 53. Gregorio Bare - 54. Jorge Bustamante - 55. Javier Gómez - 56. Hugo Mémoli   |
| Ajax Uruguay | Barrio Artigas de 33 Uruguay | Club Ciclista Carmelo Uruguay                                                                                                |
| - 61. Wilmar Aguiar - 62. Daniel Machín - 63. Ruben Ottonelli - 64. Gastón Rovere                                                        | - 71. Néstor Aquino - 72. Julio Gorosito - 73. Ricardo Mota - 74. Pablo Pintos                                                          | - 81. Eddy Balao - 82. William Carro - 83. Roberto Melogno - 84. Rafael Pujadas - 85. Jhonny Vidal                           |
| Club Ciclista Fénix Uruguay | Federación de Maldonado Uruguay | Gimnasio 2001 Uruguay |
| - 91. Omar Cánepa - 92. Miguel Direna - 93. Juan Dutra - 94. Carlos Quiroga - 95. Agustín Margalef                                       | - 101. Fernando De León - 102. Carlos Giménez - 103. Santiago Moyano - 104. Paul Troncoso                                               | - 111. Richard Castellano - 112. Alejandro Párraga - 113. Alfredo Párraga - 114. Enrique Varela                              |
| Club Ciclista Maldonado Uruguay | Club Nacional de Fútbol Uruguay | Club Atlético Policial Uruguay                                                                                               |
| - 121. César Berti - 122. Richard Cabral - 123. Washington Farías - 124. Ricardo Guedes - 125. Carlos Ramírez - 126. Walter Rafael Silva | - 131. Milton Castrillón - 132. Hernán Cline - 133. Gustavo Figueredo - 134. Daniel Fuentes - 135. Gerardo Romero - 136. Milton Wynants | - 141. Julio Acevedo - 142. Oscar Andrada - 143. Matías Medici - 144. Diego Simeane                                          |
| Club Ciclista San Ramón Uruguay | Club Ciclista Sauce Uruguay | Club Ciclista Sayago Uruguay                                                                                                 |
| - 151. Pablo González - 152. Mario Quijano - 153. Oscar Rivera - 154. Dumas Rodríguez                                                    | - 161. Daniel Baccino - 162. Rodrigo Firpo - 163. Danny Giménez - 164. Daniel Vidart                                                    | - 171. Mario Álvarez - 172. Sergio Arellano - 173. Pablo Hernández - 174. Alex Vlaeminck - 175. Néstor Zabaleta              |
| Tabaré Farías Uruguay | Club Atlético Villa Teresa Uruguay | San Antonio de Florida Uruguay                                                                                               |
| - 181. Jairo Gadea - 183. Luis Alberto Martínez - 184. Jorge Mesa - 185. William Mesa                                                    | - 191. Cono Barrios - 192. Oscar Díaz - 193. Walter Marcel - 194. Eduardo Olivera - 195. Enrique Ramos - 196. Álvaro Tardáguila         | - 201. Jorge Bravo - 202. Mario Maneiro - 203. José Maneiro - 204. Federico Morales - 205. Alén Reyes - 206. Sergio Tesitore |

## Etapas
| Etapa | Fecha       | Recorrido                 | km         | Ganador (equipo)                      | Líder             |
| 1.ª   | 14 de abril | Soca-Rocha                | 153,5      | Gregorio Bare (Alas Rojas)            | Gregorio Bare     |
| 2.ª   | 15 de abril | Rocha-Maldonado           | 198,5      | Gustavo Figueredo (Nacional)          | Gustavo Figueredo |
| 3.ª A | 16 de abril | Maldonado-Montevideo      | 130        | Carlos Quiroga (Fénix)                | Gustavo Figueredo |
| 3.ª B | 16 de abril | Montevideo                | 40,2 (CRI) | Javier Gómez (Alas Rojas)             | Javier Gómez      |
| 4.ª   | 17 de abril | Montevideo- San José      | 138,4      | Gregorio Bare (Alas Rojas)            | Javier Gómez      |
| 5.ª   | 18 de abril | San José-Carmelo          | 188,5      | Carlos Quiroga (Fénix)                | Javier Gómez      |
| 6.ª   | 19 de abril | Carmelo-Mercedes          | 165        | Carlos Quiroga (Fénix)                | Javier Gómez      |
| 7.ª   | 20 de abril | Mercedes-Paysandú         | 187        | Daniel Fuentes (Nacional)             | Javier Gómez      |
| 8.ª   | 21 de abril | Paysandú-Tacuarembó       | 204        | José Maneiro (San Antonio de Florida) | Javier Gómez      |
| 9.ª   | 22 de abril | Tacuarembó-Durazno        | 200        | Gregorio Bare (Alas Rojas)            | Javier Gómez      |
| 10.ª  | 23 de abril | Sarandí Grande-Montevideo | 176,5      | Pedro Pablo Pérez (Cuba)              | Javier Gómez      |

## Clasificación final
| Pos. | Ciclista          | Equipo                 | Tiempo           |
| ---- | ----------------- | ---------------------- | ---------------- |
| 1.º  | Javier Gómez      | Alas Rojas             | 40 h 16 min 22 s |
| 2.º  | Federico Moreira  | Cruz del Sur           | a 15 s           |
| 3.º  | Carlos Quiroga    | Fénix                  | a 1 min 23 s     |
| 4.º  | Gustavo Figueredo | Nacional               | a 1 min 28 s     |
| 5.º  | José Maneiro      | San Antonio de Florida | a 2 min 19 s     |
| 6.º  | Daniel Fuentes    | Nacional               | a 2 min 51 s     |
| 7.º  | Milton Wynants    | Nacional               | a 3 min 43 s     |
| 8.º  | Agustín Margalef  | Fénix                  | a 4 min 01 s     |
| 9.º  | César Berti       | C. C. Maldonado        | a 4 min 26 s     |
| 10.º | Alejandro Acton   | Alas Rojas             | a 4 min 49 s     |